# برادلي ألين
برادلي ألين (بالإنجليزية: Bradley Allen)‏ (13 سبتمبر 1971 المملكة المتحدة - ) هو لاعب كرة قدم بريطاني يلعب كمهاجم.

## روابط خارجية
- برادلي ألين على موقع الاتحاد الدولي (مؤرشف)  (الإنجليزية)
- برادلي ألين على موقع قاعدة بيانات كرة القدم.إي يو (الإنجليزية)
- برادلي ألين على موقع Soccerbase.com (لاعب) (الإنجليزية)
- برادلي ألين على موقع عالم كرة القدم.نت (الإنجليزية)